# Källaren Hamburg

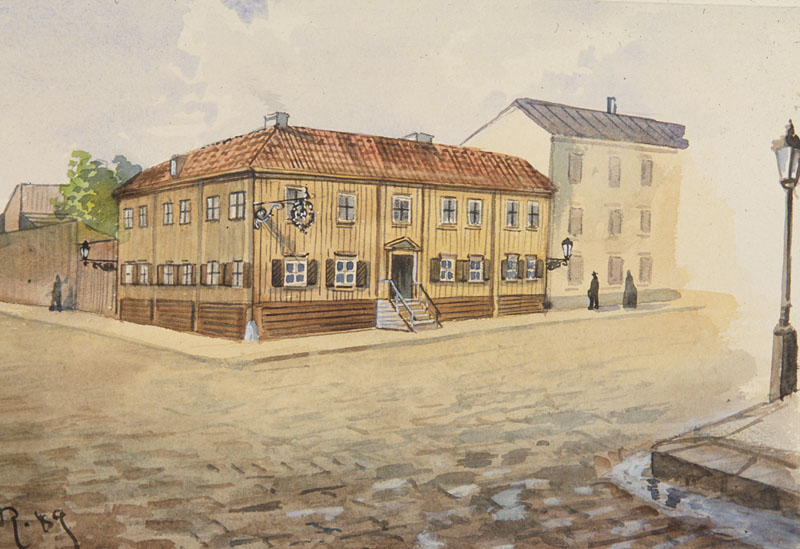
Källaren Hamburg, efter akvarell av Henrik Reuterdahl 1889.

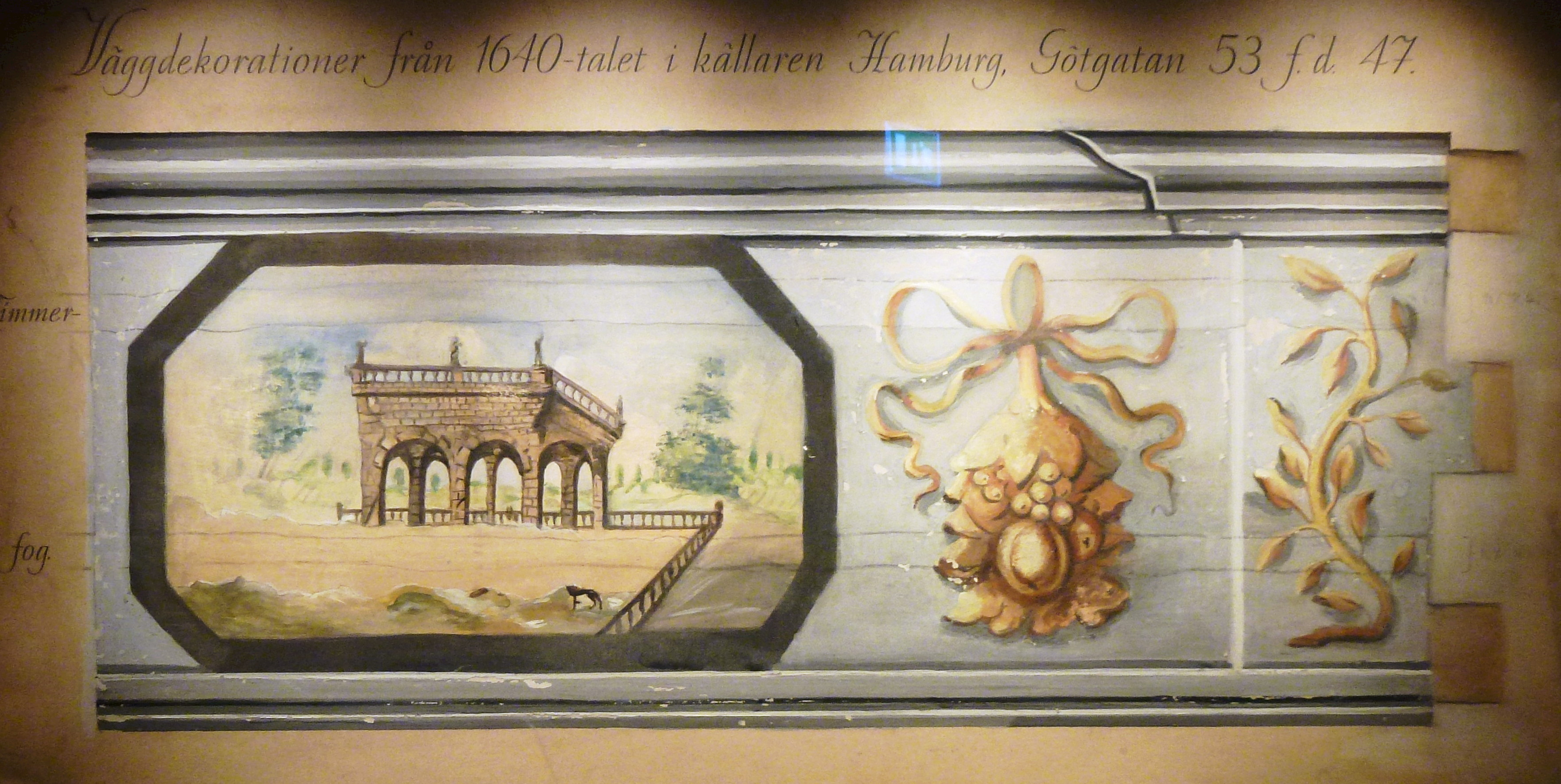
Del av väggdekoration från 1640-talet.

Källaren Hamburg var en krog som öppnade på 1600-talet och låg vid Götgatan 53 (f.d. 47) på Södermalm i Stockholm. Verksamheten lades ner 1908 och huset revs 1912.

## Historik
Krogen fanns redan på 1640-talet och fick sitt namn efter krögaren Henrik Hamburg. Källaren Hamburg blev ökänd för att de dödsdömda fick sin sista sup här innan de fördes vidare till galgbacken i nuvarande Hammarbyhöjden. Glasen som de dödsdömda drack ur ska ha sparats i ett blått skåp för allmän beskådan. År 1908 stängdes krogen då byggnaden ansågs vara i för dåligt skick. Byggnaden revs sedan 1912. 
Serveringsrättigheterna köptes då av Stockholms utskänkningsbolag som samma år öppnade krogen "Grå Kvarn" (efter närbelägna Borgmästarkvarnen), nuvarande restaurang Kvarnen, på Tjärhovsgatan. Kåken där källaren Hamburg huserade revs 1912 och 20 år senare, den 25 januari 1928, invigdes Göta Lejon av Svensk Filmindustri på samma plats.